# Ybbstaler Fruit Austria

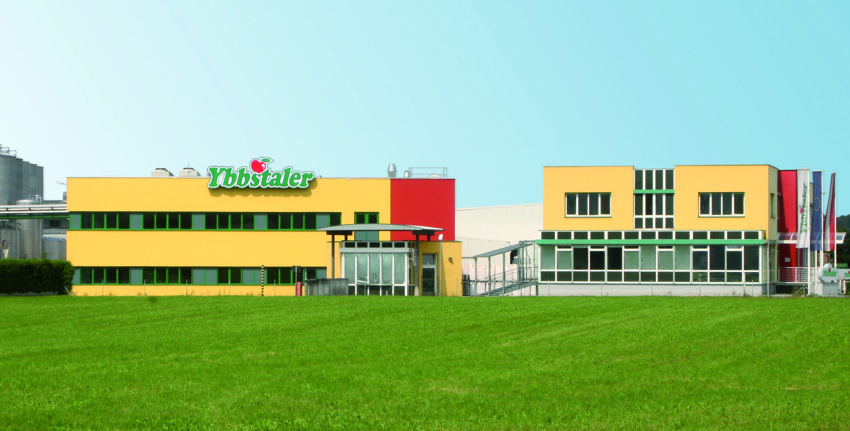
Konzernzentrale

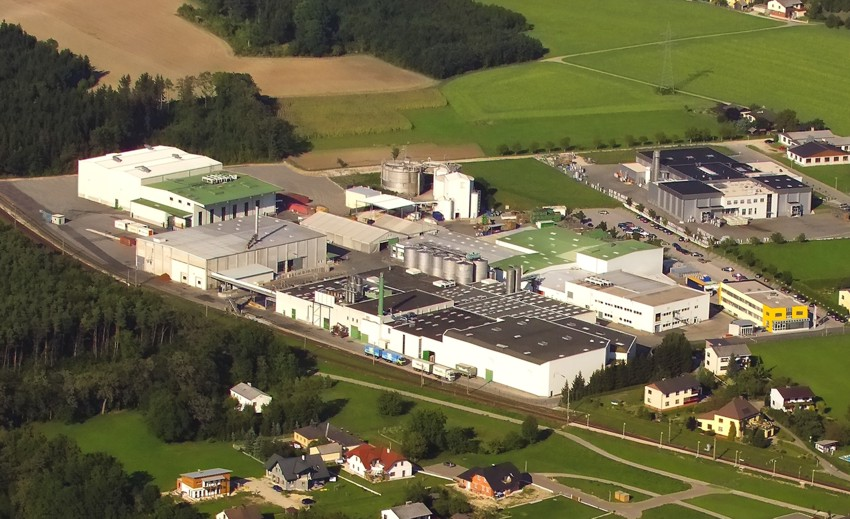
Luftansicht des Firmengeländes in Allhartsberg

Die Ybbstaler Fruit Austria GmbH entwickelt und produziert Produkte für verschiedene Bereiche der Getränke- und Lebensmittelindustrie. Das Unternehmen ist eine 100%ige Tochtergesellschaft der RWA Raiffeisen Ware Austria AG.

## Unternehmensgeschichte
1936 wurde das Unternehmen unter dem Namen „Ybbstaler Obstverwertung“ in Kröllendorf im Ybbstal gegründet. Es erzeugte Branntwein und Most und handelte mit Tafelobst aus der Region. Ende der 1950er Jahre begann man mit der Produktion von Fruchtsaftkonzentraten für die internationale Getränkeindustrie. Von ihr breitete sich auch die in Österreich verwendete Bezeichnung Obi aus. Auch die Marke YO-Apfelsaft wurde eine weit verbreitete Marke.
In den folgenden Jahren entwickelte sich Ybbstaler zu einem international tätigen Unternehmen. 1982 schloss die Eckes-Granini Group mit der damaligen Ybbstaler Fruchtsaft GmbH einen Lizenzvertrag für die Herstellung und den Vertrieb von hohes C und erwarb die Markenrechte für obi Apfelsaft. 1994 wurde die Marke YO neu ausgerichtet. 1995 gründete Ybbstaler zwei Tochtergesellschaften in Rumänien und Ungarn. Das Unternehmen erwarb 1998 ein weiteres Produktionswerk in Polen.
Ende 2008 gründete die Unternehmensgruppe eine Vertriebsgesellschaft mit Sitz in Deutschland.
Im Sommer 2009 erweiterte das Unternehmen seine Produktionskapazitäten durch die Übernahme eines zusätzlichen Werkes in Biala Rawska, Polen. Die Ybbstaler-Gruppe ist in mehr als 40 Ländern weltweit präsent.
Im April 2012 genehmigte die EU-Kommission ein Joint Venture von Agrana Juice Holding GmbH und Ybbstaler Fruit Austria GmbH. Sitz des neu gegründeten Unternehmens Austria Juice GmbH wurde Kröllendorf bei Amstetten. Im Juni 2025 übernahm Agrana für 55 Millionen Euro den von der RWA-Tochter Ybbstaler gehaltenen Anteil von 50 % an Austria Juice.

## Tochtergesellschaften
- Ybbstaler Fruit Austria GmbH, Allhartsberg, Österreich – Konzernleitung
- Ybbstaler Fruit Polska Sp. z o.o., Werk Chelm, Chelm, Polen
- Ybbstaler Fruit Polska Sp. z o.o., Werk Biala Rawska, Biała Rawska, Polen
- Ybbstaler Getränkegrundstoffe Vertriebsgesellschaft m.b.H., München, Deutschland
- Hungaro Ybbstal Kft., Veszprém, Ungarn
- SC Ybbstal Frucht Romania s.r.l., Oradea, Rumänien

## Produkte
- Getränkegrundstoffe
- Fruchtsaftkonzentrate
- Natürliche Aromen
- Fruchtsüße

## Quelle
- Wirtschaftsblatt (Memento vom 3. Juli 2009 im Internet Archive)
- Top Ranking Austrian Leading Companies (Memento vom 16. Februar 2015 im Internet Archive) (PDF; 598 kB)